# Toriko
Toriko (jap. トリコ) ist eine Manga-Serie von Mitsutoshi Shimabukuro, die von 2008 bis 2016 in Japan erschien. Sie wurde als Anime-Fernsehserie und in mehreren Filmen adaptiert. Das Werk ist in die Genres Action, Comedy, Gourmet und Shōnen einzuordnen.

## Inhalt
Im Gourmet-Zeitalter reist der Delikatessenjäger Toriko durch die Welt, um den Appetit der Wohlhabenden nach immer neuen Geschmäckern zu stillen. Die Delikatessenjäger werden in dieser Zeit gebraucht, da die am meisten gesuchten Zutaten gefährliche Tiere sind oder von solchen bewacht werden. Auch das 200-Kilo-Muskelpaket selbst ist ein Gourmet und will bei seinen Reisen jeden denkbaren Geschmack erfahren, um am Ende seines Lebens das ultimative Acht-Gänge-Menü zusammenstellen zu können. Begleitet wird er vom jungen und talentierten Koch Komatsu, der die Tiere in ihrer natürlichen Umgebung beobachten will und so neue Ideen für ihre Zubereitung bekommen. Jedoch ist er im Gegensatz zu Toriko schwach und ängstlich, sodass er sich aus den Kämpfen stets heraushält.
Auf ihren Reisen treffen die beiden auch auf andere Delikatessenjäger – und auf eine Organisation, die alle Lebensmittel der Welt kontrollieren will und sich auf der Suche nach der legendären Zutat GOD ist.

## Veröffentlichung
Der Manga erschien von Mai 2008 bis November 2016 im Magazin Shūkan Shōnen Jump bei Shūeisha. Der Verlag brachte die Kapitel auch in 43 Sammelbänden heraus. Eine deutsche Übersetzung erschien von März 2012 bis März 2019 bei Kazé Deutschland mit allen 43 Bänden. Beim gleichen Verlag erscheint auch die französische Übersetzung, eine englische wird veröffentlicht von Viz Media. Planeta DeAgostini Comics bringt eine spanische Fassung heraus, Panini Comics in Brasilien eine portugiesische und Tong Li Publishing eine chinesische.

## Anime-Adaptionen
Eine erste Anime-Adaption der Serie kam 2009 in Form des Fernseh-Specials Toriko heraus. Der 28 Minuten lange Film entstand unter der Regie von Mitsuru Obunai bei Studio ufotable. Das Drehbuch schrieb Masaki Hiramatsu. 2011 folgte ein 40 Minuten langer Kinofilm: Toriko 3D: Kaimaku Gourmet Adventure!!. Bei der Produktion von Toei Animation führte Junji Shimizu Regie und Isao Murayama schrieb das Drehbuch.
Ebenso 2011 entstand schließlich eine Anime-Adaption für das japanische Fernsehen, auch bei Toei Animation. Regie führte Akifumi Zako, später Hidehito Ueda, und Hauptautor war Isao Murayama. Das Charakterdesign stammt von Hisashi Kagawa und Masahiro Shimanuki und die künstlerische Leitung lag bei Masanobu Nomura und Shinichi Imano. Die 147 halbstündigen Folgen wurden vom 3. April 2011 bis zum 30. März 2014 von Fuji TV gezeigt.
2013 wurde ein Fernsehspecial produziert, dass die Helden von Toriko zusammen mit One Piece und Dragon Ball zeigt. Das Crossover wurde am 7. April des Jahres gezeigt. Im gleichen Jahr im Juli kam der Film Gekijō-ban Toriko Bishokushin no Special Menu in die japanischen Kinos. Der Film entstand wie das Special bei Toei Animation, Regie führte Akifumi Zako.

### Synchronisation
| Rolle   | Japanische Stimme |
| ------- | ----------------- |
| Toriko  | Ryotaro Okiayu    |
| Komatsu | Romi Park         |

### Musik
Die Musik der Fernsehserie wurde komponiert von Hiromi Mizutani. Die Vorspannlieder sind Guts Guts!! (ガツガツ!!) und Gōshuko My Way (豪食マイウェイ!!), beide von Akira Kushida. Die Abspanntitel sind:
- One Day von The Rootless
- Satisfaction von Ftisland
- Deli-Deli☆Delicious von Sea☆A
- Sabrina von Leo Ieiri
- Love Chase von Tomohisa Yamashita
- Samba de Toriko von Hyadain
- Lovely Fruit von Nana Mizuki
- Niji von Jun Sky Walker(s)
- Akai Kutsu von Salley
- Tautology von The Dresscodes
- Believe in Yourself! von palet
- Mega Raba von Rurika Yokoyama

Während der Folgen wurden außerdem folgende Lieder verwendet:
- Fight and Eat von Ryotaro Okiayu (Folge 41)
- Let's Cooking von Romi Park (Folge 81)
- Zebra!! von Kenji Matsuda (Folge 70)

## Rezeption
Der Manga war in Japan ein Publikumserfolg. Allein bis 2013 hatten sich alle bis dahin veröffentlichten Bände zusammen über 18 Millionen Mal verkauft. Der letzte Band verkaufte sich in den ersten drei Wochen nach seiner Veröffentlichung über 200.000 mal.
Die deutsche Zeitschrift Animania beschreibt Toriko als typische Shōnen-Actionserie mit sich steigernden Kämpfen, die sich mit Hits des Genres wie One Piece durchaus messen kann. Den Witz der Serie machen vor allem die vielen verrückten Lebewesen sowie das Zusammenspiel des ungleichen Duos. So serviere Toriko „eine insgesamt schmackhafte Gourmet-Manga-Mahlzeit“.